# Oxyprosopus crassus
Oxyprosopus crassus là một loài bọ cánh cứng trong họ Cerambycidae.